# Pir Panjal
O Pir Panjal é uma subcordilheira dos Himalaias Ocidentais que se estende na direção este-sudeste para oeste-noroeste desde o norte do estado indiano do Himachal Pradexe até à chamada Caxemira Livre (parte de Caxemira administrada pelo Paquistão), passando pelo estado indiano de Jamu e Caxemira, no norte da Índia e do Paquistão. É a cordilheira mais extensa dos Baixos Himalaias[carece de fontes?] e é paralela ao Grandes Himalaias, situados a norte. O nome deriva do termo arcaico dogri pir ("montanha") e do seu sinónimo em caxemíri pantsal.
Tem uma extensão de aproximadamente 320 km, desde o rio Nilam (Kishanganga), no Paquistão, até à parte mais a montante do rio Beás, no noroeste do Himachal Pradexe. Perto da margem do rio Sutle, o Pir Panjal separa-se dos Grandes Himalaias e interpõe-se entre os vales dos rios Beás e Rauí (Ravi) no flanco sul e o rio Chenab no flanco norte.[carece de fontes?] Constitui o limite meridional do vale de Caxemira. As famosas hill stations (estâncias de montanha) de Gulmarg, Murree, Galliat situam-se na parte ocidental do Pir Panjal. A sua altitude média varia entre os 1 400 e os 4 100 metros.[carece de fontes?]
Duas das montanhas mais altas da cordilheira são o Deo Tibba (6 001 m) e o Indrasan (6 221 m), na extremidade oriental. Podem ser alcançadas desde o vale do Parvati-Beás, no distrito de Kulu, ou do vale de Chandra (Chenab Superior),  no distrito de Lahaul e Spiti, no Himachal Pradexe. Entre os passos de montanha destacam-se o de Pir Panjal, a oeste de Serinagar (3 490 m) , o de Banihal (2 740 m; entre Banihal e Qazigund), o de Sinthan que liga o distrito de Kishtwar ao resto de Jamu e Caxemira, e, na parte oriental, o de Rohtang (3 978 m). O passo Pir ki Gali (3 505 m) liga o vale de Caxemira com Rajouri e Poonch; é o ponto mais alto da estrada Mughal e situa-se a oeste do vale de Caxemira. O passo de Haji Pir (2 637 m) situa-se no Pir Panjal ocidental, numa área controlada pelo Paquistão, na estrada que ligava Poonch a Uri.[carece de fontes?]